# Scoot Henderson
Sterling Freeman "Scoot" Henderson (Marietta, 3 de fevereiro de 2004) é um jogador norte-americano de basquete que atualmente joga no Portland Trail Blazers da National Basketball Association (NBA).
Aos 17 anos, Henderson assinou com o NBA G League Ignite após se formar antecipadamente no ensino médio e se tornou o jogador mais jovem da história da G-League. Ele foi escolhido pelo Trail Blazers como a 3ª escolha no draft da NBA de 2023.

## Carreira no ensino médio
Filho de Chris e Crystal Henderson, Scoot nasceu em Marietta, Geórgia. Seu pai é treinador e preparador físico e sua mãe é administradora de saúde. Seus pais administram a instalação de treinamento Next Play 360° em Marietta, para onde se mudaram de Hempstead, Nova York, pouco antes do nascimento de Henderson. Ele é o segundo mais jovem de sete irmãos, incluindo três irmãs que jogaram basquete na Divisão I da NCAA, e recebeu o apelido de "Scoot" ou "Scoota" devido à maneira como se movimentava pelo chão quando era bebê.
Henderson jogou basquete pela Carlton J. Kell High School em Marietta. Durante sua temporada de calouro, ele saiu do banco e jogou ao lado de seu irmão, C. J., um veterano na equipe. Em fevereiro de 2020, durante sua temporada de segundo ano, Henderson marcou seu recorde de pontos na carreira até então, 49 pontos, e fez a cesta da vitória em um jogo que terminou 92-91 na prorrogação contra a Miller Grove High School na primeira rodada do torneio estadual. Ele levou a sua escola às semifinais e teve médias de 24 pontos, seis rebotes, três assistências e três roubos de bola. Henderson foi nomeado Jogador do Ano e para a Primeira-Equipe do Estado pelo The Atlanta Journal-Constitution.
Em 22 de janeiro de 2021, em seu terceiro ano, ele marcou 53 pontos em uma vitória por 94-64 contra a Osborne High School, quebrando os recordes de pontuação em um único jogo e na carreira da escola. Henderson levou Kell à final do estado, marcando 29 pontos em uma derrota para a Wheeler High School, que contava com o futuro grande prospecto Isaiah Collier. Ele teve médias de 32 pontos, sete rebotes e seis assistências na temporada, ganhando o Prêmio de Jogador do Ano e sendo selecionado para a Primeira-Equipe do Estado pelo The Atlanta Journal-Constitution. Ele pulou sua última temporada para jogar profissionalmente.
Em janeiro de 2023, Henderson e sua irmã, Crystal, tiveram suas camisetas aposentadas. Ambos são os maiores pontuadores da história da escola, com Crystal ultrapassando o total de Henderson durante sua última temporada.

### Recrutamento
Henderson foi um recruta consensual de cinco estrelas, e o 247Sports o classificou como o segundo melhor armador da classe de 2021. Ele atraiu a atenção de programas da Divisão I da NCAA em acampamentos após seu primeiro ano do ensino médio. Ele recebeu sua primeira oferta de bolsa de estudos da Divisão I de Ole Miss e, na sua segunda temporada, já tinha ofertas de Florida, Florida State e Georgia Tech. Em 21 de maio de 2021, ele anunciou que reclassificaria para a classe de 2021 e se juntaria ao NBA G League Ignite, recusando ofertas de Auburn e Georgia.

## Carreira profissional

### NBA G League Ignite (2021–2023)
Em 21 de maio de 2021, Henderson assinou um contrato de dois anos e US$1 milhão com o NBA G League Ignite, uma equipe de desenvolvimento afiliada à NBA G League que começou no ano anterior.
Ele foi afastado no início da temporada devido a uma lesão nas costelas. Em 17 de novembro de 2021, Henderson fez sua estreia com oito pontos e seis rebotes em uma vitória por 115-103 contra o South Bay Lakers. Aos 17 anos, ele se tornou o jogador mais jovem da história da G League. Em seu segundo jogo, em 26 de novembro, Henderson registrou 31 pontos, seis rebotes e cinco assistências, seu recorde na carreira, em uma derrota por 112-110 para o Santa Cruz Warriors. Em fevereiro de 2022, ele foi um dos quatro jogadores do Ignite a competir no Rising Stars Challenge no All-Star Game da NBA, marcando dois pontos para o Team Payton em uma derrota por 50-48 para o Team Barry. Na temporada dde 2021-22, ele jogou 11 jogos na G League Showcase Cup e 10 jogos de exibição com médias de 14.3 pontos, 4.8 rebotes e 4.2 assistências.
Em outubro de 2022, Henderson representou o Ignite em dois jogos de exibição contra Victor Wembanyama, o projetado primeiro escolha geral, e o Metropolitans 92. No primeiro jogo, em 4 de outubro, ele registrou 28 pontos, nove assistências e cinco rebotes em uma vitória por 122-115. Em 6 de outubro, ele deixou o segundo jogo após sofrer uma contusão no joelho direito durante o primeiro quarto, com sua equipe perdendo por 112-106. Em 12 de novembro, Henderson marcou 18 pontos, um recorde na carreira com 16 assistências e seis rebotes em uma vitória por 125-115 sobre o Santa Cruz Warriors. Quatro dias depois, ele registrou a maior pontuação da temporada com 27 pontos, além de cinco rebotes, cinco assistências e quatro roubos de bola em uma vitória por 110-95 contra o Oklahoma City Blue. Em 18 de novembro, Henderson sofreu uma fratura nasal e uma concussão, perdendo 11 jogos antes de retornar em 27 de dezembro. Em 10 de janeiro de 2023, ele marcou 27 pontos em uma vitória por 123-122 sobre o Capitanes de Ciudad de México. Em fevereiro, Henderson foi nomeado capitão do Team Scoot no inaugural G League Next Up Game. Ele jogou pelo Team Jason Terry no Rising Stars Challenge no All-Star Game da NBA, marcando quatro pontos em uma derrota para o Team Joakim. Em 14 de março, foi anunciado que Henderson não jogaria nos últimos cinco jogos da temporada. Ele teve médias de 17.6 pontos, 6.4 assistências, 5.1 rebotes e 1.2 roubos de bola em 25 partidas.

### Portland Trail Blazers (2023–Presente)
O Portland Trail Blazers selecionou Henderson como a terceira escolha geral no draft da NBA de 2023.
Em 7 de julho, ele fez sua estreia na Summer League de 2023 contra o Houston Rockets, com 15 pontos, cinco rebotes e seis assistências. Ele deixou o jogo mais cedo devido a uma lesão no ombro e ficou fora do restante do torneio. Em 10 de outubro, Henderson fez sua estreia na pré-temporada, marcando sete pontos, um rebote e seis assistências em uma vitória por 106-66 sobre o New Zealand Breakers. Henderson estreou seu primeiro tênis exclusivo durante o media day dos Blazers. Ele será o sétimo jogador na história da NBA a usar um tênis exclusivo em seu jogo de estreia.
Em 25 de outubro, Henderson fez sua estreia na temporada regular da NBA, marcando 11 pontos e quatro assistências em uma derrota por 123-111 para o Los Angeles Clippers. Em 1 de novembro, ele sofreu uma entorse no tornozelo direito e uma contusão óssea contra o Detroit Pistons e foi afastado até 21 de novembro, quando foi designado para o afiliado da G League, Rip City Remix, para retornar à preparação física. Em 14 de dezembro, Henderson teve um recorde na carreira com 10 assistências em uma derrota por 122-114 para o Utah Jazz. Em 14 de janeiro, ele marcou um recorde na carreira com 33 pontos, além de nove assistências, em uma derrota por 127-116 para o Phoenix Suns. Em 29 de março, Henderson registrou o pior plus-minus da história da NBA, com menos 58 em uma derrota por 142-82 para o Miami Heat.

## Estatísticas da carreira

### NBA

#### Temporada regular
| Ano     | Equipe   | PJ | PT | MPJ  | AP   | 3P   | LL   | RT  | AS  | BR  | TO  | PPJ  |
| ------- | -------- | -- | -- | ---- | ---- | ---- | ---- | --- | --- | --- | --- | ---- |
| 2023–24 | Portland | 62 | 32 | 33.5 | .385 | .325 | .819 | 3.1 | 5.4 | 0.8 | 0.2 | 10.9 |

### NBA G League
| Ano      | Equipe   | PJ | PT | MPJ  | AP   | 3P   | LL   | RT  | AS  | BR  | TO | PPJ  |
| -------- | -------- | -- | -- | ---- | ---- | ---- | ---- | --- | --- | --- | -- | ---- |
| 2021–22  | Ignite   | 10 | 4  | 31.5 | .460 | .250 | .778 | 4.6 | 4.8 | 1.6 | .3 | 14.7 |
| 2022–23  | Ignite   | 19 | 18 | 30.7 | .429 | .275 | .764 | 5.4 | 6.5 | 1.1 | .5 | 16.5 |
| Carreira | Carreira | 29 | 22 | 31.1 | .444 | .262 | .771 | 5.0 | 5.6 | 1.3 | .4 | 15.6 |

## Vida pessoal
Em 15 de junho de 2022, Henderson assinou um contrato de vários anos com a Puma. Em 2022, Henderson solicitou marcas registradas para seu nome e seu lema, "Overly Determined to Dominate". No mesmo ano, ele lançou seus próprios programas da Amateur Athletic Union para meninos e meninas. Henderson estrelou o filme Shooting Stars (2023), onde interpretou Romeo Travis.